# 心花路放
《心花路放》，是宁浩导演、黄渤和徐峥主演的一部公路喜剧电影。中国大陆于2014年9月30日上映。

## 剧情概述
耿浩（黄渤 饰）婚姻遭遇“小三”危机，无奈与劈腿的妻子康小雨离婚，陷入了情感困境。面对背叛，耿浩陷入了难以自拔的痛苦之中，好友郝义（徐峥 饰）为了帮他摆脱痛苦，决定以送道具的名义带他南下“猎艳”，遍访“百花”。于是两个“暴走兄弟”带上耿浩的小狗“果汁”，开始了一段疯狂而搞笑的放浪旅途。
而在社会的另一个角落，一个女文青（袁泉 饰）作为伴娘参加了闺蜜大婚，并在婚场偶遇了前男友及其妻子。失落中，闺蜜却不合时宜的为女文青祈桃花运，女文青为了面子谎称自己也要大婚。回到自己独居处，百感交集的女文青意外听了耿浩的《去大理》，于是一时冲动去了大理。
此时，耿浩与郝义来到“一夜情之都”——天门山。郝义挑唆耿浩调情“阿凡达”大舞台妹（陶慧 饰），却被误认为要买“奇石”。耿浩花了冤枉钱，却没好气的挤兑走了阿凡达妹。郝义于是决定自己出马，小施泡妞手段便车震了阿凡达妹。耿浩一时惊呆。
在大理，女文青意外拾了一只小狗，并将其带至自己在洱海边的客房。
离开天门山，耿浩发泄对郝义的不满，于是郝义慷慨将自己到手的“杀马特”发廊妹（周冬雨 饰）拱手相让。二人来到芙蓉镇，耿浩假装成网友“吊爆了”勾搭杀马特妹，却差点被识破。此时阿凡达妹一路追郝义而来，郝义陪阿凡达妹而去，留下耿浩一人。耿浩无奈打了耳钉，杀马特妹激动之下，要献出贞操。正当此时，杀马特妹的相好——杀马特哥现身，耿浩被堵在房中。三人在屋外阳台上大吵，杀马特妹爱称耿浩为“小三”，却不料戳中耿浩痛处。于是，剧情瞬间反转，耿浩欲让杀马特哥痛扁自己而不得，无奈返回中，却发现郝义再次车震阿凡达妹。
夜晚在大理，女文青网上征婚不巧后，来“夜色”酒吧碰运气，却被丑男和奸坏的酒吧老板晦气，寻爱无果。
凌晨天还没亮，郝义便拖着耿浩逃离了阿凡达妹。途中耿浩放心不下康小雨那头，闹着要回家，郝义不从。二人吵闹中弄坏了车子，却因此意外遇上开车经过的长腿美女（张俪 饰）。长腿妹的车被奇石伤了刹车，二人也被防狼喷雾误伤，最终三人二车结伴而行。郝义看中了长腿妹，背地向长腿妹诬告耿浩是同性恋，却反使得耿浩上了长腿妹副驾。途中，长腿妹开导耿浩凡事要正面面对。郝义的后车途中被甩，耿浩与长腿妹回寻中，由于刹车失灵，差点酿成惨剧。
白天在大理，女文青被“夜色”飘出的《去大理》的歌声吸引，却被不怀好意的酒吧老板妄图换取录像。要强中，女文青又被吧主敲了一笔竹杠。
耿浩等三人来到修车店。耿浩与长腿妹眼见要擦出火花，于是郝义奋起拆台，给耿浩订了当晚回北京的头等舱。机场，长腿妹将防狼喷雾送给了耿浩，并再次提醒他遇事要正面面对。换票后的耿浩无聊中，鼓起勇气跟康小雨通话，却意外得知康小雨马上就要再婚。无法承受打击的耿浩，在郝义的陪伴下冲动的冲向长腿妹，却目睹了长腿妹和其女友的欢爱场景。
在大理的第二夜，女文青再次被闺蜜的牵线电话骚扰，不爽中误将电话拍入“夜色”酒吧。文青只得来酒吧找手机，却被吧主调戏上舞台呐喊。无奈中，女文青上台大吼单身宣言，却依然无法换回手机。盛怒之下，女文青将吧主的手机扔进了洱海。
经历无情打击的耿浩，在郝义的陪伴下，去情色场疯狂，耿浩大耍酒疯对卖春女发泄，却不料因此惹上了社会小混混。社会大哥逼迫耿浩唱歌，并殴打郝义。情急中，郝义用道具枪震走了这群流氓，却让颓丧的耿浩更加无地自容，二人因此翻脸。郝义甩耿浩而去，耿浩则奔向自己与康小雨邂逅的地方——大理，去抹去两人的留言纪念。
另一边在大理，女文青对大理无限失望，决定回家。她将小狗寄放在客栈，却半途变卦返回，并在此与赶来的耿浩相逢。两人相见甚欢，并在客栈老板的邀请下，在空白墙上书写了他们的留言纪念。此时一切才恍然大悟，原来女文青就是康小雨，不是现在的康小雨，而是当年的康小雨。无限的惆怅油然而生，原来失败的爱情也曾经有这么美好的邂逅。原来上天派来拯救耿浩的女文青只不过是过去的海市蜃楼而已。
回到大理抹去留言纪念的耿浩要离开，却被“夜色”的流氓吧主的剪辑激怒，好言相劝被拒绝，耿浩无奈离开。阳光下，目睹自己影子的耿浩恍然大悟，纵使自己的失败婚姻也是自己人生的一段，对自己前妻的尊重也就是对自己人生的尊重。于是耿浩放下了对康小雨所有的愤恨，返回大闹了“夜色”酒吧，并被痛殴。担心耿浩的郝义此时出现，救了耿浩。二人返回天门山，郝义迎娶了阿凡达妹。婚礼上，康小雨委婉的告诉耿浩，生活不应该只有生计。放下心结的耿浩与阿凡达妹的伴娘小北开始新交往。一边，郝义变身阿凡达哥三次车震阿凡达妹。

## 演员
| 演员   | 角色       | 备注                                               |
| 黄 渤  | 耿 浩      | 二手音响店老板，为生活放弃歌手生涯                 |
| 徐 峥  | 郝 义      | 耿浩的好基友，知名制片人                           |
| 袁 泉  | 康小雨     | 文艺女汉子，与耿浩在大理认识并结婚后，又与其离婚   |
| 周冬雨 | 周丽娟     | 90后杀马特少女，李毛毛的女友，洗剪吹少女的好友同事 |
| 马 苏  | 莎 莎      | 东北老妹儿                                         |
| 陶 慧  | 东 东      | 阿凡达女郎                                         |
| 岳小军 | 旅店老板   | 低调的艺术大叔                                     |
| 沈 腾  | 撩骚老板   | 大理酒吧的无良老板                                 |
| 张 俪  | 思 晴      | 长腿女神                                           |
| 刘美含 | 湖南辣妹   | 莎莎的跟班                                         |
| 王砚辉 | 社会大哥   | 东北老妹的老公                                     |
| 焦俊艳 | 小 北      | 东东闺蜜，音乐老师                                 |
| 夏 雨  | 极品前任   | 康小雨的前男友                                     |
| 郭 涛  | 高冷直男   | 离婚诉讼律师                                       |
| 李 晨  | 痴情阔少   | 康小雨的新男友                                     |
| 雷佳音 | 黑帮偶吧   |                                                    |
| 刘仪伟 | 大理警察   |                                                    |
| 熊乃瑾 | 康小雨闺蜜 |                                                    |
| 雍梦婷 | 洗剪吹少女 | 周丽娟的好友同事                                   |
| 梁 浩  | 李毛毛     | 周丽娟的男友                                       |

## 职员
- 出品人：喇培康、金燕、曹寅、钮铮、吴宏亮、刘仪伟、邢爱娜、许小林、宋歌、王兴
- 制作人：王易冰、凌红
- 监制：韩晓黎
- 导演：宁浩
- 副导演（助理）：执行导演：刘十六、吕赢
- 编剧：岳小军、邢爱娜、孙小杭、董润年、章笛沙、张艺凡
- 摄影：宋晓飞
- 剪辑：杜媛
- 选角导演：副导演：刘晓世、胡昌杰；演员副导演：张潋、范新蜀、徐铁城、王峰
- 美术设计：郝艺
- 造型设计：郝艺
- 发行：中国电影股份有限公司、北京聚合影联文化传媒有限公司

## 制作
2013年10月开机，于北京、芙蓉镇、张家界、昆明、大理、香格里拉等地取景拍摄。这是宁浩、徐峥、黄渤三人继《疯狂的石头》、《疯狂的赛车》和《无人区》之后的又一次合作。2014年1月12日杀青。
宁浩表示《心花路放》是男版《末路狂花》，“但花不是名词，是动词。”影片中徐峥主要负责喜剧，黄渤负责正经地悲催同时也是一种黑色幽默。影片除了具备疯狂喜剧的元素外，借由一路上看似匪夷所思的经历，讲述了一个关于“人生阴影论”的道理，宁浩表示：“黄渤从放不下到放下了，从走不出到走出了，这是角色层次上的一种变化，也是这一场艳遇之旅的真实本质。”
影片原名《玩命邂逅》。最初宁浩跟一给自己理发的东北哥们儿聊新片，说是叫《玩命邂逅》，结果哥们问“玩命啥玩意儿”？这让他担心有很多人不认识邂逅这俩字儿，于是他决定在公映前改名。
《心花路放》也曾遇到了审查障碍，但却轻松化解。广电总局只要求他剪短了徐峥的车震戏份。但导演宁浩透露“在送审版里故意把车震戏保留了更多，等他们说了审查意见，我便很自然的把它简短了。”
这次以IMAX格式呈现《心花路放》不仅是IMAX与宁浩导演的首次合作，也是IMAX首次大胆突破选择制作喜剧题材的华语影片。

## 宣传
2014年6月14日，本片正式亮相上海国际电影节，推出先导海报及首款预告片。7月20日在北京发布“女花男爱”版预告片，片中女演员纷纷颠覆造型，这也是宁浩首次在电影中大规模“使用”女演员。
8月20日公布了插曲MV 《去大理》，由郝云演唱。8月26日在上海发布会现场曝光主题曲《轻轻的放下》MV，整支MV围绕宁浩、黄渤、徐峥“三飙客”合作十年间的友谊铺展开来，视频中公布了许多《疯狂的石头》、《无人区》中从未曝光过的珍贵花絮。并发布名为“我的十年”的视频特辑和众主创十年前后的珍贵对比照片。
当地时间9月6日，本片受邀在多伦多国际电影节进行了全球第一场国际媒体放映。9月7日晚21时，在多伦多市中心威尔士王妃剧院举行了全球首映，宁浩携主演周冬雨、马苏盛装亮相红毯。
9月15日发布终极预告片，16日在中国大陆66个城市、300座影城进行大规模提前点映，21日开启第二轮全国1000场点映。27日再次进行第三轮点映，三轮点映仅凭预售便破1亿票房。

## 票房

### 中国大陆
9月30日在大陆正式上映后大受欢迎，首日即拿下1.01亿票房，次日拿下1.2亿，第三日1.06亿，连续3天票房过亿，成为首部完成这一壮举的国产片。加上此前的点映票房，其累计票房已达3.6亿。至10月12日，累计9.37亿。17日票房突破10亿，成为继《人再囧途之泰囧》、《西游降魔篇》和《西游记之大闹天宫》之后第四部过10亿的华语片。最终成绩为11.6971亿，为2014年度中国内地电影票房亚军，仅次于《变形金刚4：绝迹重生》。
| 上一届： 《亲爱的》 | 2014年中国内地一周票房冠军 第40-41周（9月29日—10月12日） | 下一届： 《銀河守護隊》 |

### 其它地区
10月3日在北美（美国、加拿大）上映，截止26日共75.0278万美元，暂居2014年度华语片北美票房榜首。
在澳大利亚截止12日共21万美元，在新西兰截止19日共5万美元。

## 评价
多伦多国际电影节艺术总监Cameron Bailey：“公路影片、喜剧、中国城市青年的快照。这是世界上发展最快的流行文化的现状。”
亚洲电影策展人Giovanna Fulvi：“宁浩导演将他独一无二的、能令人捧腹大笑的才华带入了他很喜爱的类型片——公路电影。这部影片用轻松的风格表现一个严肃的主题——寻求生命的真谛。”
网易影评：“当不怎么可爱的男主角遇到根本不可爱的女配角，讨论的又是质疑爱情这样的命题，于情于理，都沉重得无法直视。但即便是如此沉重的角色和题材，宁浩的喜剧本能还是让他有本事把《心花路放》拍得比大多数国产喜剧都聪明有趣，那些势必会成为金句的俏皮话还在，那些让人回心一笑的小聪明还在，那些出其不意的神展开也还在，只是因为主题的沉重，总让人在小的时候没办法做到彻底没心没肺了无牵挂。但换句话说，《心花路放》只是没有以前的宁浩喜剧好笑，但仍旧好笑过市面上基本其他所有国产喜剧。”
新浪影评：“在这部荒诞现实主义作品中，尽管表面上它有小镇、有阳光、有民谣、有背包客，有各种文艺青年钟爱的事物，是宁浩草根喜剧里最清新的一部，但越往后看你会越发现，其实这是一个悲伤的故事，讲的是人到中年的生命困惑，以及不得不“放下”的酸涩内心。”
有观众认为：剧情题材构思精巧，“黄峥”组合笑点十足，笑过之后引发反思人生该如何面对失意。

## 相關
- 中国内地最高电影票房收入列表